# Kolsass
Kolsass is een gemeente in het district Innsbruck Land van de Oostenrijkse deelstaat Tirol.

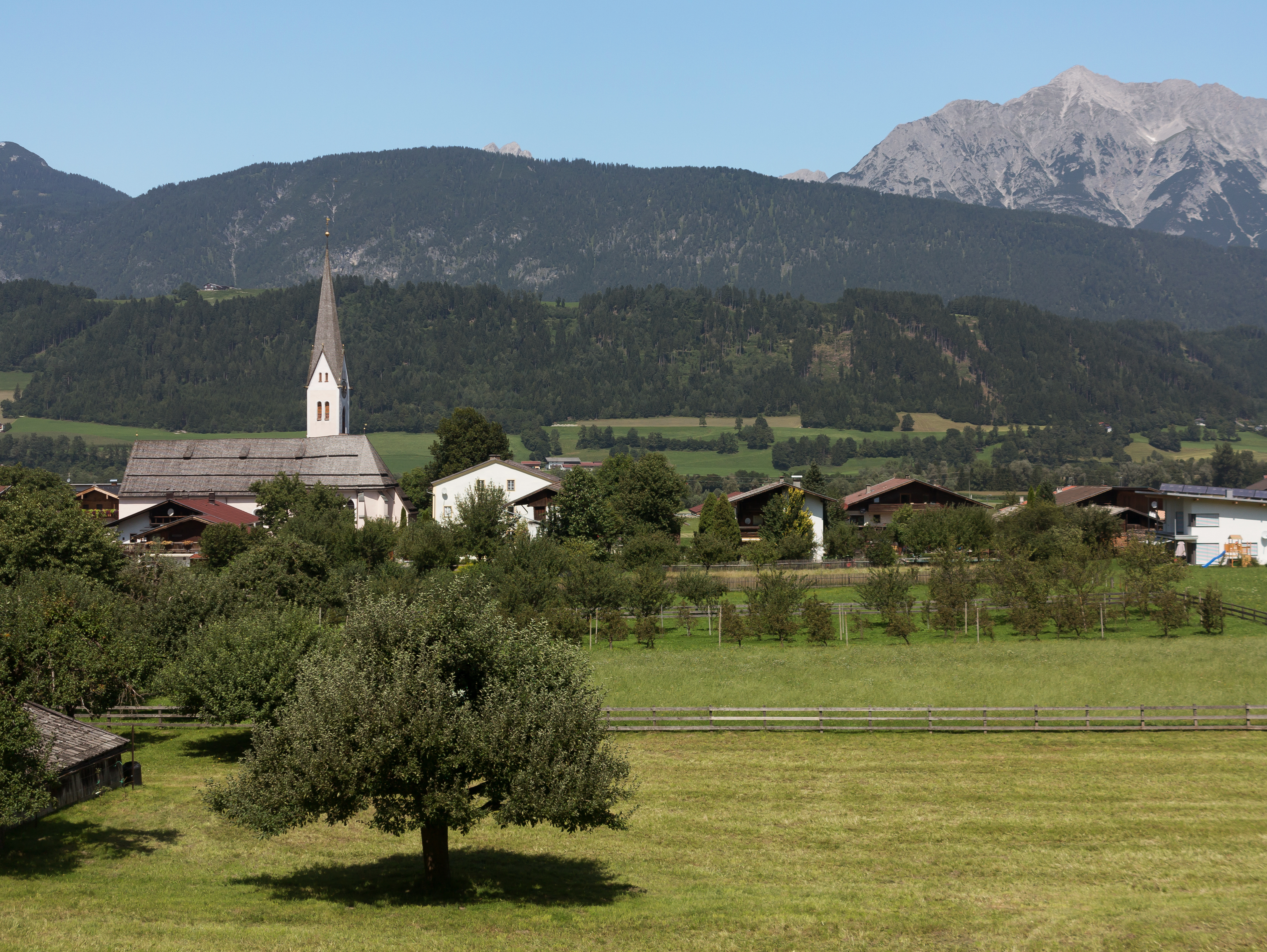
Kolsass, kerk: die Katholische Pfarrkirche Mariä Heimsuchung

Kolsass is gemeente in het Tiroler laagland tussen Innsbruck en de ingang naar het Zillertal, in het Unterinntal ten zuiden van de Inn. Het dorp is vooral gericht op het toerisme en in 2003 werden meer dan 10.000 overnachtingen geteld. Het dorp is bereikbaar via de rijksweg 171 tussen Kufstein en Landeck. In het oosten grenst de gemeente aan het district Schwaz.
De parochie Onze-Lieve-Vrouwe-Visitatie in Kolsass reeds in pre-Karolingische tijd gesticht, omdat ze reeds in 788 werd verheven tot moederparochie. Het huidige dorp is ontstaan uit de vroegere dorpskern met kerk en het dorpsdeel Mühlbach. In 1050 werd het voor het eerst vermeld als Quolesazz of Cholsasz, wat vermoedelijk koele plek betekent, dit waarschijnlijk omdat het drop aan de schaduwzijde van het Inndal, onder Kolsassberg gelegen is.
Het wapen van Kolsass toont twee gekruiste drakenkoppen met rode tongen op een zwarte achtergrond en stamt in oorsprong af van het wapen van de vroegere eigenaar van burcht Rettenberg.